# Tavda (cheval)
Pour les articles homonymes, voir Tavda.
Le Tavda (russe : Тавдинская лошадь) est une race de petits chevaux de trait, originaire de Russie. 

## Histoire
En russe, cette race est nommée Tavdinskaïa, ou Tavdinka. Elle s'adapte au fil des siècles au climat rude de la Sibérie et au biotope forestier. Deux sujets de la race originaires de Krasnooufimsk sont exhibés sous les noms de Tavda et Toura en 1923, après avoir parcouru les 1 800 km qui les séparent de Moscou en seulement 21 jours. Il faut attendre 1948 pour que de premiers travaux scientifiques paraissent au sujet de la race. 
Le Tavda est alors croisé avec des Ardennais et des trotteurs pour devenir plus apte aux travaux agricoles.

## Description
Considéré comme une race naturelle, il est typé cheval de trait et a subi une forte pression de sélection naturelle, favorisant l'adaptation au froid. Il toise de 1,40 m à 1,47 m. Le Tavda semble maigre, mais son tronc est profond, sa poitrine large et sa musculature développée. Les jambes, fines et solides, sont terminées par des sabots durs. Crins et fanons sont abondants.
La robe est généralement souris, plus rarement le bai dun, le bai, le bai-brun ou l'alezan. Les marques primitives sont fréquentes, en particulier la raie de mulet et les zébrures aux membres.
Il est capable de travailler dans des conditions climatiques et en terrain difficiles, avec peu de nourriture. La fertilité est bonne, et les poulinières ne manquent pas de lait malgré les privations qu’elles rencontrent.

## Utilisations
Il est monté et sert à la traction légère.

## Diffusion de l'élevage

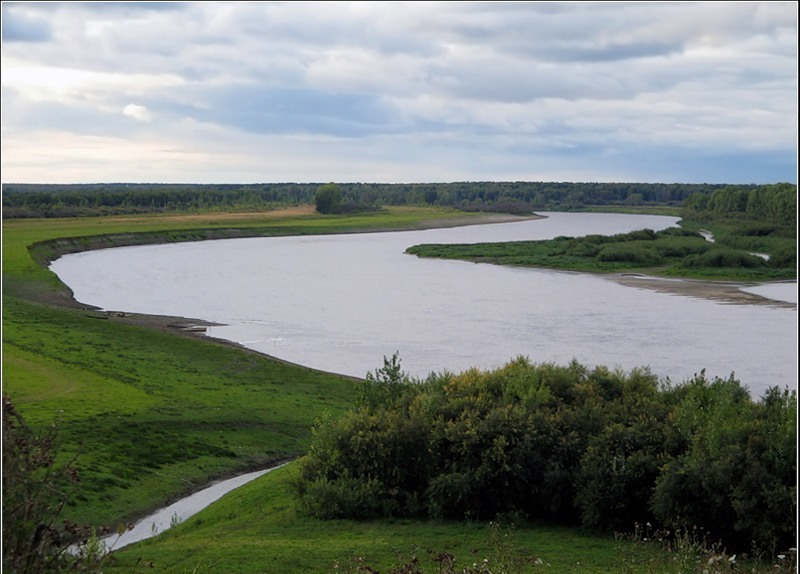
Vallée de la rivière Toura.

La race est propre au Nord de la région de Iekaterinbourg et à l'ouest du Tjumen, situés dans les vallées des rivières Tavda et Toura. Elle est devenue rare en 2016. L'étude menée par l'Université d'Uppsala et publiée en août 2010 pour la FAO  la signale comme race locale en danger d'extinction.